# روز مود يانغ
روز مود يانغ (بالإنجليزية: Rose Maud Young)‏ (30 أكتوبر 1866، بيليمينا في المملكة المتحدة - 28 مايو 1947 في المملكة المتحدة)؛ كاتِبة وشاعرة بريطانية.